# Adelaide-síkság
Az Adelaide-síkság (angolul Adelaide Plains, kaurna nyelven Tarndanya) Dél-Ausztrália kis parti síksága a Lofty-hegység és a St. Vincent-öböl között.
Az éves csapadék mennyiség átlagosan 460 mm.
A síkság három részre osztható. Délen Adelaide városa van, mely Dél-Ausztrália állam fővárosa.
A középső terület Dél-Ausztrália „éléskamrája”, számtalan kis kerttel, ahol gyümölcsöt, zöldséget, szőlőt stb. termelnek, különösen két város körüli területen (Virginia és Angle Vale). Az északi részen főleg gabonát termelnek és juhokat tenyésztenek.
Az Adelaide-síkságot több folyó is átszeli (Onkaparinga River, River Torrens, Little Para River, Gawler River, Light River és a Wakefield River).
A bennszülött ausztrál kaurna törzs tagjai itt éltek az európai telepesek bejöveteléig.